# Лахумедон
Лахумедон (осет. Лæхуме) — река в России, протекает в Лескенском районе Кабардино-Балкарской республики и Ирафском районе республики Северная Осетия. Длина реки составляет 20 км. Площадь водосборного бассейна — 62,2 км².
Начинается на западном склоне горы Ваза-Хох. Течёт в общем северном направлении, в верховьях — по ущелью вдоль хребта Кунчи, в низовьях — через буковый лес. Устье реки находится в 13 км по правому берегу реки Хазнидон в урочище Фансиуаран к юго-востоку от села Ташлы-Тала на высоте 968 метров над уровнем моря.

## Данные водного реестра
По данным государственного водного реестра России относится к Западно-Каспийскому бассейновому округу, водохозяйственный участок реки — Терек от впадения реки Урух до впадения реки Малка. Речной бассейн реки — Реки бассейна Каспийского моря междуречья Терека и Волги.
Код объекта в государственном водном реестре — 07020000412108200003921.